# Albert Hastings Markham

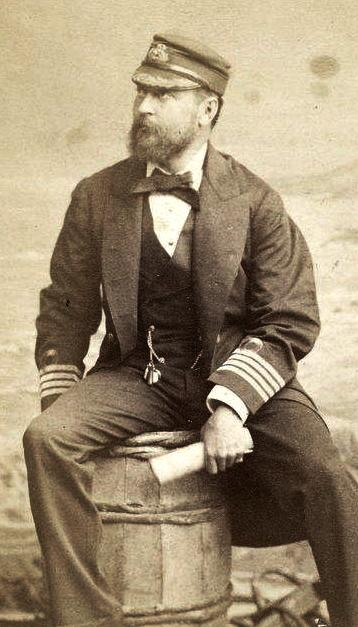
Albert Hastings Markham a finals del segle XIX

Albert Hastings Markham (Banhèras de Bigòrra, 11 de novembre de 1841 - Londres, 28 d'octubre de 1918) fou un oficial de la Royal Navy i un explorador de l'Àrtida. Va participar en l'Expedició Àrtica Britànica de George Nares.